# Ignacio Pérez (calígrafo)

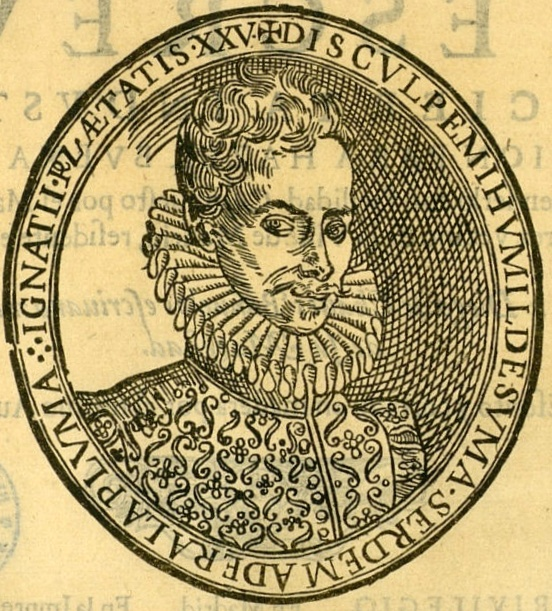
Retrato de Ignacio Pérez, presumiblemente grabado en madera por él mismo, publicado como ilustración de su Arte de escreuir con cierta industria e invención para hazer buena forma de letra y aprenderlo con facilidad, Madrid, 1599. Biblioteca Nacional de España.

Ignacio Pérez (Madrid, 1574-1609) fue un maestro de enseñar a escribir, calígrafo y grabador español.

## Biografía
Hijo de Juan Pérez, como él profesor de primeras letras, publicó en Madrid en 1599 un Arte de escreuir con cierta industria e invención para hazer buena forma de letra y aprenderlo con facilidad, ilustrado con modelos de diversos tipos de letra en láminas grabadas en madera por él mismo, seguido de una Breve platica y declaración para ente[n]der y saber las cinco reglas necessarias con su pruebas reales, sumar y reduzir quebrados, con la regla de tres, juntamente con las reglas llamadas del secreto, para hazer de maravedís reales sin partir, y de reales maravedís sin multiplicar, y lo mismo de ducados, sin saber más de sumar y conocer las letras.
Su fama fue tanta que, a pesar de su juventud, Mosén Rubín de Bracamonte, corregidor de Madrid, lo nombró en 1600 examinador de maestros, lo que motivó las protestas de otros maestros, que recurrieron el nombramiento alegando su poca experiencia.